# Моногаров Володимир Дмитрович
Моногаров Володимир Дмитрович (26 липня 1926, Київ, Українська РСР, СРСР — 11 жовтня 2020, Київ, Україна) — український і радянський альпініст. Заслужений майстер спорту СРСР з альпінізму (1967). Доктор біологічних наук, професор-фізіолог.

## Біографія
Закінчив Київський державний інститут фізичної культури. Чотирнадцять років керував проблемною лабораторією високих тренувальних навантажень. Здійснював сходження і працював в експедиціях на Кавказі, Памірі, а також за кордоном. У старості продовжував здійснювати сходження, працював в гімалайських таборах, планував підкорити Еверест в рекордному віці, але не знайшов спонсорів.
Всього здійснив 18 першосходжень, 7 з яких по маршрутах шостої (вищої) категорії складності.

## Основні сходження
- 1952 — траверс масиву Мазері з підйомом по східніому гребеню, 3-є місце у класі траверсів;
- 1954 — траверс масиву Шхельди зі сходу, 4-е місце у класі траверсів;
- 1958 — траверс Коштан-тау — пік Тихонова (керівник команди «Авангарда» В. Овчаров), 3-є місце у класі траверсів;
- 1959 — Шхельда, центральна вершина по північній стіні (керівник команди «Авангарда» Б. Субартович), 3-є місце у технічному класі;
- 1960 — Ушба південна по півднічно-західній стіні, керівник, 3-є місце у класі технічно складних сходжень;
- 1961 — траверс Коштантау — Мижиргі — Дихтау з підйомом на Коштан по непройденому північно-східному ребру, керівник., 1-е місце у класі траверсів;
- 1962 — пік Щуровського по північному ребру, 3-є місце у класі технічно складних сходжень, пік Леніна з півдня через перевал Криленка, кер., зійшло 38 чоловік;
- 1963 — пік Вільної Іспанії по північно-східній стіні, керівник.;
- 1964 — новий маршрут на північну вершину Ушби по схід. стіні, 5-е місце в чемпіонаті СРСР;
- 1965 — Ушба Південна по західній стіні, 6 к/тр., керівник., 1-е місце в класі технічно складних сходжень;
- 1968 — Ушба Північна по північно-східній стіні, 6 к/тр., керівник., золота медаль чемпіонату Союзу;
- 1971 — Ушба Північна по центру східної стіни, керівник., 2-е місце в класі технічно складних сходжень;
- 1972 — Чапдара (Паміро-Алай, Фанські гори) по південно-східній стіні, керівник;
- 1974 — Чапдара по північно-східній стіні, керівник. У тому ж році семитисячники — пік Леніна і пік Є. Корженевської.
- 2006 — Ельбрус, у віці 80 років, піднявся на західну вершину Ельбруса, ставши номінантом Національного реєстру рекордів України, як «Найстарша людина у світі, що піднялася на Ельбрус»

У складі радянських команд здійснив сходження на Монблан і Пті-Дрю (по двох маршрутах) у Французьких Альпах, на Триглав у Югославії, на Дахштайн в Австрійських Альпах, на Диявольські Ігли у Болгарії.
Керував українськими експедиціями на Памір, що мали на меті сходження на пік Леніна, пік Комунізму, пік «Правди».

## Публікації

### Його публікації
- Монографія, присвячена проблемам стомлення в спорті, його подоланню і компенсації;
- Вплив акліматизації на силу м'язів альпіністів у журналі Теорія і практика фізичної культури. — 1964. — № 12;
- Методика вдосконалення підготовки альпіністів до сходжень в Гімалаях (у співавторстві з А. Г. Овчинніковим, X. Н. Поліщуком, А. К. Фоміним) // Методичні рекомендації з підготовки до сходження на Еверест (8848 м). Київ: РНМК, 1981;
- На батьківщині альпінізму (на Пті-Дрю маршрутом Маньоне і Бонатті) // Сб. Идущие к вершинам. Киев: Здоровье, 1983;
- Науково-методичне забезпечення підготовки радянських альпіністів до траверсу масиву Канченджанги // Теорія і практика фізичної культури. — 1991. — № 4.
- У 1991 виступав з доповідями на міжнародному конгресі з високогірної медицини в Швейцарії і на міжнародному симпозіумі по високогірній медицині в Японії.

### Про нього
- В. С. Фельдман «Вершины его жизни» в сборнике «Киевский инфизкульт: годы и люди» (Киев: Здоровье, 1990). (По материалам Веры Матвеенко, Веры Шер).
- «Взойти на вершину» - документальный фильм о восхождении группы Моногарова на Ушбу в 1972 году.

## Нагороди
- Нагороджений двома медалями «За трудову відзнаку».
- Почесна грамота Президії Верховної Ради УРСР.
- Медаль «За трудову доблесть» (1990). Присвоєно за підготовку групи сходження на Канченджангу.

## Особисте життя
Має сина і дочку, а також онуків.